# Автошлях Т 1216
Автошля́х Т 1216 — автомобільний шлях територіального значення в Кіровоградській області. Проходить територією Кропивницького району через Компаніївку — Устинівку. Загальна довжина — 43,5 км.

## Маршрут
Автошлях проходить через такі населені пункти:
| Автошлях Т 1216        |              |
| Кіровоградська область |              |
| Компаніївський район   |              |
| Компаніївка            |              |
| Першотравенка          |              |
| Лозуватка              |              |
| Устинівський район     |              |
| Брусівка               |              |
| Степанівка             |              |
| Степове                |              |
| Устинівка              | Т 1210Т 2401 |